# (10209) Izanaki
(10209) Izanaki est un astéroïde de la ceinture principale.

## Description
(10209) Izanaki est un astéroïde de la ceinture principale. Il fut découvert le 24 août 1997 à Nachikatsuura par Yoshisada Shimizu et Takeshi Urata. Il fut nommé en honneur de Izanagi, une divinité de shintoïsme. Il présente une orbite caractérisée par un demi-grand axe de 2,43 UA, une excentricité de 0,20 et une inclinaison de 3,3° par rapport à l'écliptique.

## Compléments